# Манфред Лінцмаєр
Манфред Лінцмаєр (нім. Manfred Linzmaier, нар. 27 серпня 1962, Куфштайн) — австрійський футболіст, що грав на позиції півзахисника. По завершенні ігрової кар'єри — тренер.
Виступав, зокрема, за клуб «Сваровскі-Тіроль», з яким став дворазовим чемпіоном Австрії, а також національну збірну Австрії, у складі якої був учасником чемпіонату світу 1990 року.

## Клубна кар'єра
У дорослому футболі дебютував 1981 року виступами за команду «Ваккер» (Інсбрук), в якій провів п'ять сезонів, взявши участь у 135 матчах чемпіонату. 1986 року від клубу відкололась команда «Сваровскі-Тіроль», де і продовжив виступи Лінцмаєр, але у 1992 році ліцензію було повернуто «Ваккеру», який, проте, проіснував на професіональному рівні лише рік. Усього за ці команди Манфред провів 13 сезонів чемпіонату Австрії, ставши дворазовим чемпіоном та дворазовим володарем Кубка Австрії.
У 1993 році Лінцмаєр перейшов до клубу ЛАСК (Лінц), який виступав у першій австрійській лізі та допоміг команді її виграти та отримати право на наступний сезон зіграти у Бундеслізі, де провів ще один рік.
На початку сезону 1995/96 Лінцмаєр зіграв свої три останні матчі у Бундеслізі за «Форвартс-Штайр», але у команді закріпитись не зумів і завершував ігрову кар'єру у клубах другого дивізіону  «Лінц» та «Куфштайн».

## Виступи за збірну
16 грудня 1985 року дебютував в офіційних матчах у складі національної збірної Австрії в товариському матчі проти збірної Югославії (0:3).
У складі збірної був учасником чемпіонату світу 1990 року в Італії, де зіграв у одному матчі з Італією (0:1), а австрійці не змогли вийти з групи.
Загалом протягом кар'єри у національній команді, яка тривала 7 років, провів у її формі 25 матчів, забивши 2 голи.

## Кар'єра тренера
Після завершення кар'єри гравця Лінцмайєр працював помічником головного тренера Курта Яри в «Тіролі», «Гамбурзі» та «Кайзерслаутерні». 
У квітні 2005 року став в.о. головного тренера «Аустрії» (Зальцбург), яка саме була придбана концерном «Ред Булл» і незабаром змінили назву на однойменну, а вже влітку став асистентом Яри і у цьому клубі. Після звільнення Яри у 2006 році став головним скаутом клубу, залишаючись на цій посаді до 2015 року. Надалі працював скаутом у клубах «Інгольштадт 04» та «Аустрія» (Клагенфурт).

## Титули і досягнення
- Чемпіон Австрії (2):

«Сваровський Тироль»: 1988/89, 1989/90
- Володар Кубка Австрії (2):

«Сваровський Тироль» 1987/88
«Ваккер» (Інсбрук): 1992/93